# Orkanger/Fannrem
Orkanger/Fannrem este o localitate din comuna, provincia Sør-Trøndelag, Norvegia, cu o suprafață de 6,04 km² și o populație de 7.812 locuitori (2013).